# حنوريات
الحِنَّوْرِيَّات أو الكوليات أو آكلات الفئران (الاسم العلمي: Coliiformes) هي رتبة من الطيور تتبع الطبقة من طائفة الطيور.

## التصنيف
- فصيلة الكوليات
  - حنور
  - الكولي السهمي